# Jalma Jurado
Jalma Jurado (18 de julio de 1937 - 8 de mayo de 2022) fue un cirujano plástico brasileño destacado por su labor en cirugías de reasignación de género.Se graduó en medicina en la Universidad de São Paulo y ejerció como profesor de cirugía plástica en la Facultad de Medicina de Jundiaí por más de 30 años. Además, presidió el Club de Leones de Indaiatuba, en el estado de São Paulo.Es reconocido por haber realizado la mayor cantidad de cirugías de reasignación de género en Brasil.

## Carrera
El Dr. Jalma Jurado trabajó durante décadas en la Facultad de Medicina de Jundiaí, donde ocupó el cargo de cirujano jefe. Además, durante 40 años, colaboró con la Asociación Internacional de Clubes de Leones, organizando campañas de concienciación sobre la prevención del cáncer de piel, el VIH/SIDA y la protección del medio ambiente.
El Dr. Jalma Jurado ganó reconocimiento a nivel nacional en Brasil por su labor pionera en la cirugía de afirmación de género, especialmente en la cirugía de reasignación de género de hombre a mujer.En 1984, desarrolló su propia técnica quirúrgica, la cual aplicó en más de 500 mujeres transgénero tanto de Brasil como del extranjero.Su método permitía conservar un gran número de terminaciones nerviosas responsables del placer sexual y reducía el riesgo de estenosis vaginal con el tiempo, disminuyendo la necesidad de dilatación. Gracias a estas ventajas, su técnica resultó especialmente beneficiosa para mujeres trans mayores y aquellas con una vida sexual menos activa.
Algunas de las pacientes más conocidas del Dr. Jalma Jurado incluyen a la sexóloga Wal Torres y a la activista LGBT Maitê Schneider. En el caso de Schneider, el Dr. Jurado corrigió complicaciones derivadas de una cirugía previa realizada por otro médico.

### Cirugías en Brasil
En 1997, el Consejo Federal de Medicina aprobó oficialmente la técnica quirúrgica del Dr. Jalma Jurado, lo que permitió la realización legal de futuras cirugías de reasignación de género en Brasil. Un año después, Bianca Magro se convirtió en la primera mujer trans brasileña en someterse a este procedimiento dentro del marco legal. Su cirugía tuvo lugar en la Universidad Estatal de Campinas y es considerada la primera reasignación de género legal en el país. Sin embargo, la primera cirugía de este tipo en Brasil fue realizada en 1971 por el cirujano Roberto Farina.

En una entrevista concedida a la revista Época en 2002, el Dr. Jalma Jurado declaró:
No cambiamos nada, simplemente alineamos el sexo con el cerebro.

El 3 de diciembre de 2014, el Consejo Federal de Medicina prohibió al Dr. Jalma Jurado realizar cirugías de reasignación de género.Previamente, el Consejo Regional de Medicina del Estado de São Paulo ya le había ordenado cesar toda actividad médica, pero una resolución posterior ratificó específicamente la prohibición de practicar este tipo de cirugías. Tras recibir múltiples quejas de expacientes, el Consejo Regional inició una investigación disciplinaria que concluyó con la revocación de sus derechos profesionales. Como resultado, Jurado dejó de ejercer a partir de junio de 2015.
El Dr. Jalma Jurado falleció el 8 de mayo de 2022 en Indaiatuba.